# Ординариат Франции для верных восточного обряда
Ординариат Франции для верных восточного обряда (лат. Galliae) — ординариат Римско-Католической церкви с центром в городе Париж, Франция. Ординариат распространяет свою юрисдикцию на верных Восточных католических церквей, проживающих на всей территории страны, кроме верующих Армянской католической церкви, Украинской грекокатолической церкви и Маронитской католической церкви. Ординарием является латинский иерарх Парижской архиепархии.

## История
16 июня 1954 года Римский папа Пий XII учредил ординариат Франции для верующих восточных католических церквей, проживающих во Франции.
После образования своей церковной структуры во Франции из-под юрисдикции Ординариата Франции для верных восточного обряда вышли следующие верующие:
- украинские грекокатолики — после образования 22 июня 1960 года Апостольского экзархата Украинской грекокатолической церкви (сегодня — Епархия Святого Владимира Великого в Париже);
- армяне — после образования 22 июля 1960 года Апостольского экзархата Франции (сегодня — Епархия Святого Креста в Париже);
- марониты — после образования 21 июля 2012 года епархии Пресвятой Девы Марии Ливанской в Париже;

## Ординарии
- архиепископ Морис Фельтен (16.06.1954 — 1967);
- архиепископ Пьер Вейо (1967 — 14.02.1968);
- архиепископ Франсуа Марти (29.03.1968 — 1981);
- архиепископ Жан-Мари Люстиже (12.03.1981 — 14.03.2005);
- архиепископ Андре Вен-Труа (14.03.2005 — 07.12.2017).
- архиепископ Мишель Опети (07.12.2017 — по настоящее время).

## Источник
- Annuario Pontificio, Libreria Editrice Vaticana, Città del Vaticano, 2003, ISBN 88-209-7422-3